# 브룩 시스

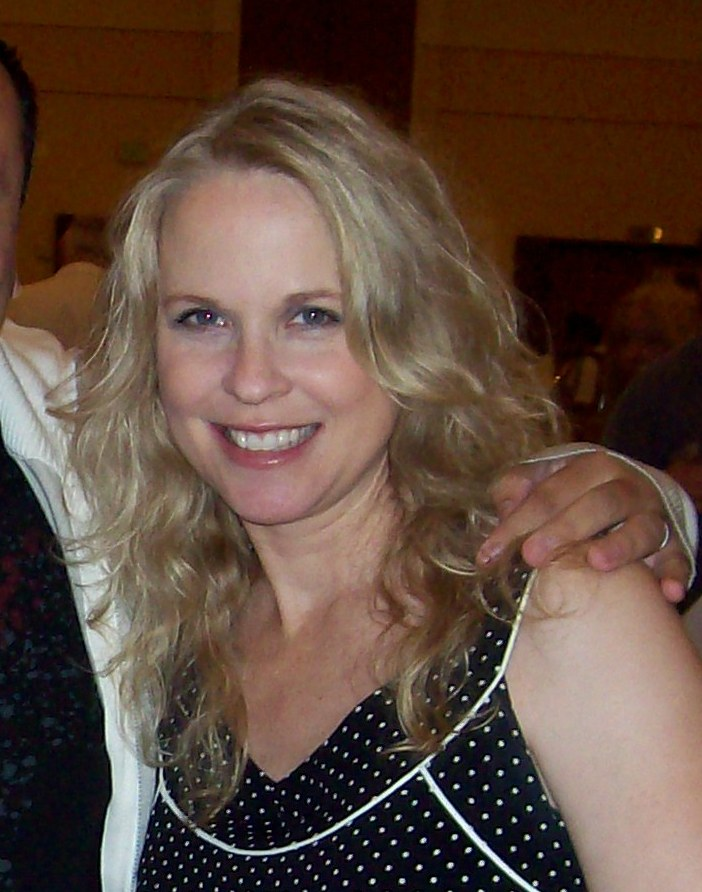
Theiss (2008)

브룩 시스(Brooke Theiss, 영어 발음: /θiːs/ 1969년 10월 23일 ~ )는 미국의 배우이다.

## 출연 작품

### 영화
- 나이트메어 4: 꿈의 지배자 (1988)
- KGB의 아들 (1988)
- 러브 보트 (1989, Class Cruise)
- 리플레이스먼트 (2000)
- 캣우먼 (2004)

### 텔레비전
- 베벌리힐스 아이들 (1993-95)